# Aperileptus vanus
Aperileptus vanus là một loài tò vò trong họ Ichneumonidae.